# Several
Several (deutsch mancherlei) ist ein Album von Weston Olencki und Anna Webber. Die im Dezember 2020 im Studio Western Mass entstandenen Aufnahmen erschienen am 22. September 2023 auf Astral Spirits.

## Hintergrund
Die Saxophonistin Anna Webber
ist vor allem für ihre Werke für große und kleine Ensembles bekannt, wie durch ihre mit Angela Morris geleitete Bigband (Both Are True, 2020). Hier arbeitet sie mit dem experimentellen Multiinstrumentalisten und Klangkünstler Weston Olencki zusammen, um etwas mehr als 32 Minuten  Improvisationen auf Saxophon und Posaune zu spielen.

## Titelliste
- Weston Olencki / Anna Webber: Several (Astral Spirits)[1]

1. champion donut 4:41
2. cooks (unlimited) 3:49
3. St. James St. 7:11
4. Two Harmonies 05:59
5. Longie 11:14

## Rezeption

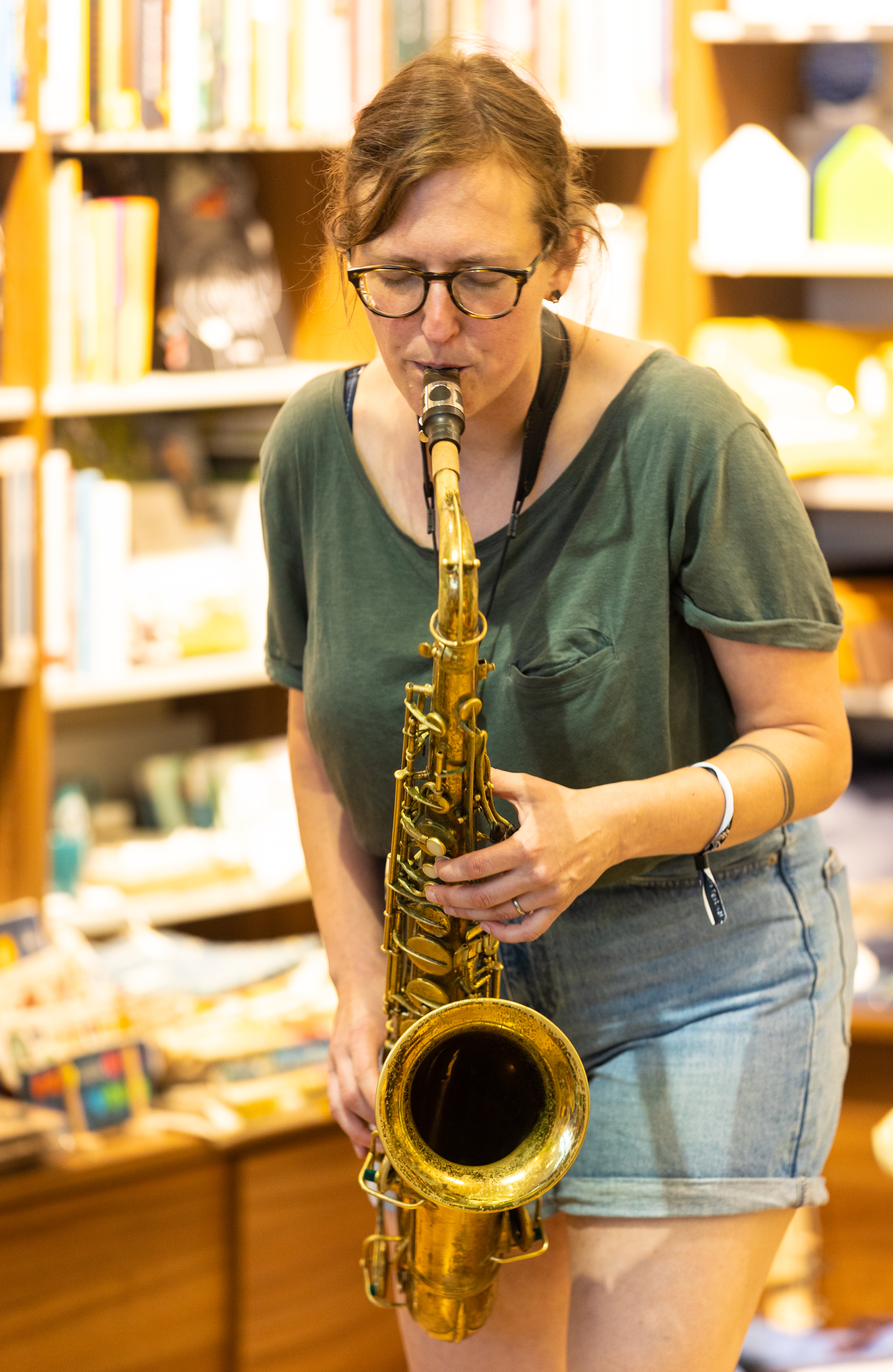
Anna Webber auf dem Moers festival 2022

Einige der Stücke würden eher  dem etablierten Stil von Olencki ähneln als dem von Webber, meint Mike Borella (Avant Music News). Auch wenn es eine Reihe kontrapunktischer Staccato-Passagen gebe, liege der Schwerpunkt auf flatternden und gebogenen Tönen, grobkörnigen Akkorden und gutturalen erweiterten Techniken. Anstatt sich auf traditionelle musikalische Qualitäten zu konzentrieren, würde dieses Duo Texturen und Farben erforschen, wobei es seinen jeweiligen Instrumenten eine breite Palette an Klängen entlocke.
So werde luftiges Blasen mit Klicken und Knacken gepaart, während geformtes Kochen dem Klappern der Tasten Platz macht. Es gebe sowohl eine Ernsthaftigkeit als auch einen „Lasst uns ein paar Ideen rauswerfen“-Ansatz bei diesem Album, der ihm einen rauen, aber zielgerichteten Charme verleihe.